# 팔라듐
팔라듐(←영어: Palladium 펄레이디엄[*], 문화어: 팔라디움←독일어: Palladium 팔라디움[*])은 화학 원소로 기호는 Pd(←라틴어: Palladium 팔라디움[*]), 원자 번호는 46이다. 전이 금속에 속하는 은백색의 희유원소로 백금족 원소에 속한다. 백금과 화학적 성질이 유사하며, 구리나 니켈 광석에서 추출된다. 주로 촉매와 장신구로 사용된다.
1803년 영국의 화학자 윌리엄 하이드 울러스턴이 발견하였으며, 소행성 팔라스에서 이름을 따 '팔라듐'이라는 이름을 붙였다. 백금, 로듐, 루테늄, 이리듐, 오스뮴 등과 함께 백금족 원소들을 이루는데 이들 중 팔라듐은 녹는점과 밀도가 가장 낮다.

## 특성
팔라듐은 주기율표의 10족에 속하지만 제일 바깥 전자껍질의 전자 개수가 같은 족에 위치하는 원소들과는 다르다(니켈 1개,팔라듐 18개(0개로 볼 수도 있음), 백금 1개). 이러한 현상은 나이오븀, 루테늄, 로듐 등의 원소에서도 나타난다.
팔라듐은 은백색의 광택이 있는 무른 금속으로, 백금과 성질이 비슷하다. 백금족 원소 중 녹는점과 밀도가 가장 낮다. 연성과 전성이 뛰어나며 저온에서는 강도가 높아진다. 진한 질산과 고온의 진한 황산에 녹으며, 분말 형태가 되면 염산과도 반응한다. 상온에서는 산화되지 않고 800°C 이상의 고온에서만 산소와 반응하여 산화 팔라듐(PdO)를 생성한다.
0~+4까지의 산화수를 가질 수 있는데 가장 흔한 산화 상태는 0, +1, +2, +4이다.

## 동위 원소
자연에는 여섯 가지의 안정한 팔라듐 동위 원소와 한 가지의 방사성 동위 원소가 존재한다. 자연에 존재하는 가장 안정한 방사성 동위 원소는 107Pd로 반감기가 650만 년이다. 이외에 원자량 91에서 123까지 총 18가지의 방사성 동위 원소가 존재한다.

## 역사
1802년 6월 윌리엄 하이드 울러스턴은 새로운 귀금속 원소를 발견하고는 같은 해 4월에 발견된 소행성 팔라스에서 이름을 따 '팔라듐'이라는 이름을 붙였다. 그는 남아메리카에서 발견된 백금 광석을 왕수로 녹인 후 수산화 나트륨으로 중화시키고 이를 다시 염화 암모늄과 반응시켜 백금을 분리해냈다. 여기에 사이안화 수은을 가하자 사이안화 팔라듐이 생성되었는데 이를 가열하여 순수한 팔라듐을 얻었다.

## 존재
팔라듐은 자연에서 금이나 백금족 원소들과의 혼합물 형태로 발견된다. 2007년 기준으로 러시아, 남아프리카 공화국, 캐나다, 미국 등지에서 주로 생산된다.
원자로에서도 팔라듐이 생성되기는 하지만 실용적인 목적으로는 거의 쓰이지 않는다.

## 용도

### 촉매
팔라듐은 고운 분말 형태가 되면 수소화 반응과 탈수소화 반응, 석유의 크래킹 등의 촉매로 작용한다. 유기 화학에서 탄소 사슬을 생성하는 반응의 대부분은 팔라듐 화합물을 촉매로 하여 일어날 수 있다. 또, 팔라듐을 도체에 분산시키면 1차 알코올을 산화시킬 때 뛰어난 촉매가 된다. 차량의 촉매 변환 장치에도 들어가며, 주행 시 1km 당 4~108 나노그램 정도의 팔라듐 입자가 배출된다. 팔라듐 해면은 염화팔라듐을 수소 기류 하에서 열분해하여 만들어지는데, 스펀지 모양을 닮았다 하여 팔라듐 해면(팔라듐 스펀지)라는 이름이 붙었다. 팔라듐 해면 또한 촉매로서 사용된다.

### 전자 제품
팔라듐은 축전기 제조에 이용되기도 한다. 순수한 팔라듐이나 은과의 합금은 축전기에서 전극으로 사용된다. 도금이나 땜납 용도로 사용되기도 한다.

### 수소 저장
팔라듐은 실온에서 팔라듐 원자 1개당 1개 이하의 수소 원자를 흡수하여 수소화 팔라듐(PdHx)을 생성한다. 이는 다른 전이 금속에서도 나타나는 특성이기는 하지만 팔라듐의 수소 흡수 능력은 다른 전이 금속들보다 훨씬 뛰어나며, 결합하는 수소의 개수가 많아져도 그 연성을 잃지 않는다. 이러한 성질은 효율적이면서도 값싼 수소 저장 물질을 개발하는 연구에서 주목받고 있다.

### 기타
이 밖에도 팔라듐은 보석이나 장신구, 사진 등에도 일부 사용된다. 영화 아이언맨에서는 주인공의 가슴에 장착된 아크 원자로에 팔라듐이 사용되는 것으로 나온다.

## 주의사항
팔라듐의 미세한 분말은 자연 발화할 수 있으므로 주의가 필요하다. 또, 팔라듐에 알레르기가 있는 사람은 니켈에도 알레르기가 있는 것이 확인되었는데, 이러한 사람들에게는 니켈이나 팔라듐 합금이 들어간 치과용 합금은 가급적 사용하지 않는다.

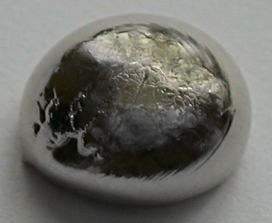
팔라듐

## 같이 보기
- 지금형 주화